# Greatest Hits (Elton John-album)
 For alternative betydninger, se Greatest Hits. (Se også artikler, som begynder med Greatest Hits)
Greatest Hits (ofte kaldt Elton John's Greatest Hits i Nordamerika) er det første opsamlingsalbum af den britiske sanger Elton John. Albummet blev udgivet i november 1974 og blev produceret af Gus Dudgeon. Albummet nåede førstepladsen i både USA i Storbritannien på Billboard 200 og UK Albums Chart.

## Sporliste
Alle sange er skrevet af Elton John og Bernie Taupin.
Nordamerikanske udgivelse
| #   | Titel                                                     | Album                                    | Længde |
| --- | --------------------------------------------------------- | ---------------------------------------- | ------ |
| 1.  | "Your Song"                                               | Elton John                               | 4:00   |
| 2.  | "Daniel"                                                  | Don't Shoot Me I'm Only the Piano Player | 3:53   |
| 3.  | "Honky Cat"                                               | Honky Château                            | 5:12   |
| 4.  | "Goodbye Yellow Brick Road"                               | Goodbye Yellow Brick Road                | 3:14   |
| 5.  | "Saturday Night's Alright for Fighting"                   | Goodbye Yellow Brick Road                | 4:55   |
| 6.  | "Rocket Man (I Think It's Going to Be a Long, Long Time)" | Honky Château                            | 4:40   |
| 7.  | "Bennie and the Jets"                                     | Goodbye Yellow Brick Road                | 5:10   |
| 8.  | "Don't Let the Sun Go Down on Me"                         | Caribou                                  | 5:33   |
| 9.  | "Border Song"                                             | Elton John                               | 3:19   |
| 10. | "Crocodile Rock"                                          | Don't Shoot Me I'm Only the Piano Player | 3:56   |

International udgivelse
| #   | Titel                                                     | Album                                    | Længde |
| --- | --------------------------------------------------------- | ---------------------------------------- | ------ |
| 1.  | "Your Song"                                               | Elton John                               | 4:00   |
| 2.  | "Daniel"                                                  | Don't Shoot Me I'm Only the Piano Player | 3:53   |
| 3.  | "Honky Cat"                                               | Honky Château                            | 5:12   |
| 4.  | "Goodbye Yellow Brick Road"                               | Goodbye Yellow Brick Road                | 3:14   |
| 5.  | "Saturday Night's Alright for Fighting"                   | Goodbye Yellow Brick Road                | 4:55   |
| 6.  | "Rocket Man (I Think It's Going to Be a Long, Long Time)" | Honky Château                            | 4:40   |
| 7.  | "Candle in the Wind"                                      | Goodbye Yellow Brick Road                | 3:47   |
| 8.  | "Don't Let The Sun Go Down on Me"                         | Caribou                                  | 5:33   |
| 9.  | "Border Song"                                             | Elton John                               | 3:19   |
| 10. | "Crocodile Rock"                                          | Don't Shoot Me I'm Only the Piano Player | 3:56   |

Genudgivelse i 1992 af Polydor
Den CD-version udgivet af Polydor indeholder både "Bennie and the Jets" (spor 7) og "Candle in the Wind" (spor 8).

## Hitlisteplaceringer
| Hitliste                          | Placering |
| --------------------------------- | --------- |
| Australien (Kent Music Report)    | 1         |
| Canada (RPM Albums Chart)         | 1         |
| Finland (Suomen virallinen lista) | 6         |
| Frankrig (SNEP)                   | 8         |
| Tyskland (Media Control Charts)   | 43        |
| Japan (Oricon)                    | 67        |
| Nederlandene (MegaCharts)         | 16        |
| New Zealand (RIANZ)               | 2         |
| Norge (VG-lista)                  | 3         |
| Spanien (PROMUSICAE)              | 12        |
| Storbritannien (UK Albums Chart)  | 3         |
| USA (Billboard 200)               | 3         |

## Certificeringer og salg
| Land                  | Certificering | Salg       |
| --------------------- | ------------- | ---------- |
| Canada (Music Canada) | Diamant       | 1.000.000  |
| Frankrig (SNEP)       | Guld          | 100.000    |
| Storbritannien (BPI)  | Platin        | 300.000    |
| USA (RIAA)            | 17× Platin    | 17.000.000 |